# 陳章應
陳章應，字敏達，福建泉州府晉江縣人，明初官員，洪武辛亥進士出身。官至禮部主事。

## 生平
陳章應於洪武四年（1371年）考中辛亥科進士。历榆次、繁峙、安丘三县丞，以才能招爲禮部儀制司主事，卒於任內。

## 家族
有孫陳道曽，為永樂十六年（1418年）進士，自請教職。